# José Fermín Sarmiento
José Fermín Sarmiento (ca. 1770 - ca. 1830) fue un sacerdote católico rioplatense de dilatada actuación en varias regiones del Cono Sur, que fue diputado a la Asamblea del Año XIII por la ciudad de Catamarca y su jurisdicción.

## Biografía
Nació en la ciudad de La Rioja, en torno al año 1770. Era hijo de Fermín Sarmiento y de María Rosa de Sotomayor y Ortiz de Ocampo, y fue bisnieto de Andrés Ortiz de Ocampo, un general español que fue brevemente gobernador del Paraguay. Por influencia de su pariente José Javier Sarmiento, cura de la Catedral de Córdoba en los años 1770, ingresó a la Orden de la Merced, y profesó como fraile mercedario.
Durante la primera década del siglo XIX era cura y maestro de Artes de la Villa Real de la Concepción, en la Intendencia del Paraguay. En 1804, las autoridades iniciaron una investigación por su conducta, que el funcionario instructor, José de Espínola y Peña, consideró "revoltosa", aunque es probable que se tratase de otra de las manifestaciones en contra de las arbitrariedades del gobernador Lázaro de Ribera. Vuelve a ser investigado en 1810, como promotor de una "peña" revolucionaria que integraba junto con el padre Nicolás Ibarbals, el comerciante José De María, José Mariano Báez y otros precursores. En esta ocasión, dirigían sus críticas al gobernador Bernardo de Velasco, pero además, desde el púlpito, el Padre Sarmiento promovía la idea de que la salud del pueblo era superior a la voluntad del Rey.
Estas actividades hacen creer que se viese obligado a abandonar el Paraguay hacia 1810 o 1811, dirigiéndose a Buenos Aires, donde ya había estallado la Revolución de Mayo. Permaneció en el convento de la Merced de la capital de las Provincias Unidas, donde se vinculó a la Logia Lautaro. En 1813, al ser convocada la Asamblea del Año XIII, la ciudad de Catamarca eligió como su diputado al general Francisco Ortiz de Ocampo, autorizando para suplantarlo al coronel José de San Martín o al sacerdote Pedro Pablo Vidal; Ocampo formaba parte del Ejército que estaba combatiendo en las batallas de Tucumán y Salta, San Martín fue puesto al mando de las tropas dedicadas a la vigilancia del río Paraná y Vidal había sido ya elegido gobernador por Jujuy. Sin que se sepa quién lo propuso, el cargo fue ocupado por el fraile José Fermín Sarmiento.
Asistió a todas las sesiones de la Asamblea, y tuvo alguna participación en varios proyectos, en particular en la persecución de los españoles sospechosos de oponerse al gobierno.
Tras la caída de Alvear parece haberse enclaustrado en el convento de la Merced de Buenos Aires, y posiblemente haya pasado a ser sacerdote secular durante la reforma eclesiástica de Rivadavia de 1822. Pasó a la Provincia Oriental del Uruguay tras la campaña de los Treinta y Tres Orientales, y fue cura interino de San Juan Bautista, ciudad hoy llamada Santa Lucía. En 1827 fue teniente de cura en San José.
Probablemente haya fallecido en torno al año 1830. Una calle en la capital de la provincia de Catamarca y otra en Concepción (Paraguay) recuerdan a este sacerdote revolucionario.